# حاجي نورمحمد بازار
حاجي نورمحمد بازار (بالفارسية: حاجی نورمحمد بازار) هي قرية تقع في قسم نغور الريفي (مقاطعة تشابهار) في إيران. يقدر عدد سكانها بـ 550 نسمة بحسب إحصاء 2016.